# Cosmisoma lineatum
Cosmisoma lineatum är en skalbaggsart som först beskrevs av Kirsch 1875.  Cosmisoma lineatum ingår i släktet Cosmisoma och familjen långhorningar. Inga underarter finns listade i Catalogue of Life.